# Des/Esperando
Des/Esperando je chilský hraný film z roku 2010, který režíroval Erick Salas Kirchausen podle vlastního scénáře. Film popisuje vztah dvou mužů, který prochází krizí.

## Děj
Utajený vztah staršího ženatého Javiera a mladšího Gonzala prochází krizí. Vyrážejí společně na výlet ze Santiaga na venkov, aby si zde ujasnili svůj vztah. V osamělém domě však jejich vztah nadobro ztroskotá poté, co Gonzalo Javierově manželce pošle SMS o jejich vztahu. Když to Javier zjistí, okamžitě odjíždějí a při zpáteční cestě dojde k tragédii.

## Obsazení
| Tomás Colvin      | Gonzalo         |
| Fernando Quintana | Javier          |
| Verónica Moraga   | Gonzalova matka |